# Ichthyophis atricollaris
Ichthyophis atricollaris é um anfíbio gimnofiono da família Ichthyophiidae endémico da Malásia. A extensão da sua distribuição é desconhecida, pois é apenas conhecida a partir de uma única população.